# Дарвин, Эмма
Эмма Дарвин, урождённая Уэджвуд (англ. Emma Darwin née Wedgwood; 2 мая 1808, Maer, Стаффордшир — 7 октября 1896 или 2 октября 1896, Бромли, Большой Лондон) — двоюродная сестра и супруга Чарльза Дарвина. Оба были внуками Джозайи Веджвуда.

## Происхождение, детство, юность
Младшая из семи детей Джосайи Уэджвуда II (1769—1843), владельца знаменитой фарфоровой фабрики и члена Парламента. По линии отца была одной из потомков Генриха I. Семья принадлежала Унитаристской церкви, нонконформисты. Детство её прошло в семейной резиденции — Мэйр-холл. С ранней юности она приобщалась к интеллектуальной деятельности: писала старшей сестре Элизабет проповеди для наставления деревенских детей в местной воскресной школе.
Достигнув зрелости, была отправлена в Париж, где обучалась игре на фортепьяно у Фредерика Шопена. В 1826 году вместе с сестрой восемь месяцев провела в Женеве у тётки — жены знаменитого экономиста де Сисмонди. С Чарльзом Дарвином, своим кузеном, стала общаться на обратном пути в Париж (вместе с отцом). Увлекалась стрельбой из лука.
В Мэйре в 1831 году семейство Уэджвудов приняло горячее участие в судьбе знаменитого натуралиста Чарлза Дарвина: его отец не дозволял ему отправиться в кругосветное плавание на «Бигле». Во время пятилетнего вояжа переписывалась с Дарвином. Отклонила несколько брачных предложений, а после болезни матери посвятила себя уходу за ней.

## Замужество

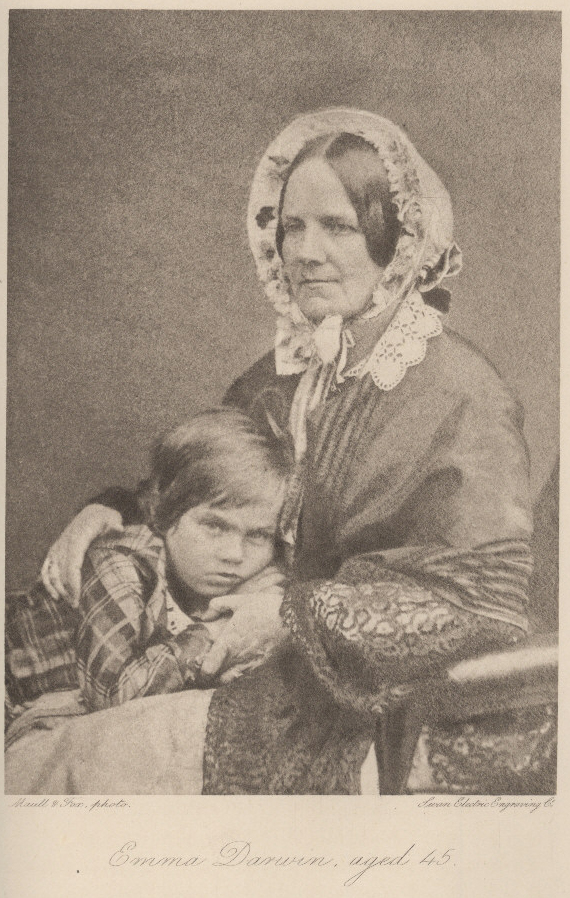
Эмма с сыном Леонардом (дагерротип)

29 января 1839 года Эмма вышла замуж за Чарльза Дарвина в возрасте 30 лет. Церемония бракосочетания была проведена в традициях Англиканской церкви, венчание проводил их кузен Джон Аллен Уэджвуд. Сначала пара жила на Gower Street в Лондоне, затем 17 сентября 1842 года, переехала в Даун (графство Кент). У Дарвинов было десять детей, трое из которых умерли в раннем возрасте. Многие из детей достигли значительных успехов: трое из них — Джордж, Фрэнсис и Гораций стали членами Королевского общества.
- Уильям Эразм Дарвин (англ. William Erasmus Darwin; 27 декабря 1839 — 8 сентября 1914) — старший сын Дарвина, выпускник Колледжа Христа в Кембриджском университете, работал банкиром в Саутгемптоне, женился на Саре Ашбурнер родом из Нью-Йорка, детей не было.
- Энни Элизабет Дарвин (англ. Anne Elizabeth Darwin; 2 марта 1841 — 23 апреля 1851) — умерла в возрасте десяти лет (вероятно от туберкулёза), её смерть радикально изменила взгляды Дарвина на христианство.
- Мэри Элеанор Дарвин (англ. Mary Eleanor Darwin) (23 сентября 1842 — 16 октября 1842) — умерла во младенчестве.
- Генриетта Эмма «Этти» Дарвин (25 сентября 1843 — 17 декабря 1929) — была замужем за Ричардом Бакли Личфилдом, детей не было, дожила до 86 лет; в 1904 году опубликовала личные письма матери.
- Джордж Говард Дарвин (англ. George Howard Darwin) (9 июля 1845 — 7 декабря 1912) — астроном и математик. Был женат на Мод дю Пюи (Maud Du Puy), дочери филадельфийского инженера-изобретателя. Пятеро детей.
- Элизабет «Бесси» Дарвин (англ. Elizabeth Darwin; 8 июля 1847—1926) — дожила до 78 лет, замужем не была, детей не имела.
- Фрэнсис Дарвин (16 августа 1848 — 19 сентября 1925) — ботаник. Трижды женат. Двое детей от первых двух браков.
- Леонард Дарвин (15 января 1850 — 26 марта 1943) — председатель Королевского географического общества. Детей не имел.
- Гораций Дарвин (13 мая 1851 — 29 сентября 1928) — инженер, мэр Кембриджа. Был женат на Эмме Фаррер. Трое детей.
- Чарлз Уоринг Дарвин (англ. Charles Waring Darwin; 6 декабря 1856 — 28 июня 1858) — умер в раннем детстве.

Некоторые из детей были болезненны или слабы, и Чарлз Дарвин боялся, что причина этого в их родственной близости с Эммой, что было отражено в его работах по болезненности потомков от близкородственного скрещивания и преимуществах далёких скрещиваний.
Эмма продолжала заниматься музыкой и впоследствии, что отразилось в труде Дарвина о происхождении человека, где отдельная главка посвящена развитию музыкальных способностей путём полового отбора.
Эмма посвятила себя семье и болезненному мужу. Потеряв трёх детей она обратилась к благотворительности, к середине 1850-х годов начала раздавать неимущим еду и деньги, а также лечила их по методам и рецептам отца Дарвина — Роберта. В 2008 году её поваренная книга была напечатана в собрании сочинений Дарвина.

### Религиозные взгляды
Эмма была воспитана в унитаристской традиции, которая внутреннее религиозное чувство ставит превыше догмата и даже Священного Писания. Взгляды Дарвина были в начале их брака более традиционными, он был англиканином, поэтому несколько лет ушло на преодоление религиозных разногласий. Эмма даже боялась разрыва.
Ещё в период ухаживания, Дарвин начал размышлять о происхождении видов, о чём поделился с Эммой, делая ей предложение 11 ноября 1838 года. В дальнейшем Эмма примирилась с агностицизмом Дарвина. Посещая англиканские богослужения, она никогда не читала Символ Веры, дома проводились семейные унитаристские службы.

## Вдовство
После смерти Дарвина Эмма приобрела большой дом The Grove в Кембридже. На том же участке её сын Фрэнсис построил свой дом, который назвал Wychfield. Сын Гораций также построил рядом свой дом The Orchard. Это были зимние резиденции: лето Эмма проводила в семейном доме в Кенте, дети — в своих резиденциях.
Эмма Дарвин скончалась 7 октября 1896 года в Доуне, где была похоронена рядом с братом Дарвина — Эразмом. Сам Дарвин покоится в Вестминстерском аббатстве.

## Память
Эмме Дарвин посвящено немалое место в романе Ирвинга Стоуна «Происхождение» (1980) — беллетризованной биографии Дарвина.
В 1986 году была опубликована биография, написанная Эдной Хили (Edna Healey), подвергшаяся критике за чрезмерное преувеличение роли Эммы в научных занятиях её супруга.
В 2009 году был снят фильм «Происхождение», посвящённый религиозным отношениям Дарвина и Эммы. В роли Эммы — Дженнифер Коннелли.
В том же году вышел фильм Дарвин. Самый тёмный час перед рассветом (англ. Darwin's Darkest Hour), в котором роль Эммы сыграла Фрэнсис О’Коннор.